# Las Bayas (Río Negro)
Las Bayas es una pequeña localidad del Departamento Ñorquincó, en el sudoeste de la provincia de Río Negro, Argentina. 
Se encuentra a la vera de la ex Ruta Nacional 40, casi a mitad de camino entre Ñorquincó y Pilcaniyeu.

## Población
Cuenta con 66 habitantes (Indec, 2010), lo que representa un marcado incremento del 214% frente a los 21 habitantes (Indec, 2001) del censo anterior.
| Gráfica de evolución demográfica de Las Bayas entre 1991 y 2010 |
|                                                                 |
| Fuente: Censos nacionales del INDEC                             |

## Clima
El clima en la localidad rionegrina de Las Bayas y su zona aledaña se caracteriza por veranos suaves y moderados e inviernos fríos con nevadas en algunos días de los meses de junio, julio y agosto. Los registros extremos récords registrados en la localidad son de temperatura mínima absoluta de -30 °C y  temperatura máxima absoluta 38 °C con una temperatura media anual de 6.8 °C (Período 1953 -1995).
| Parámetros climáticos promedio de Las Bayas - Normales : 1953-1995 - Extremos : 1953-1995         | Parámetros climáticos promedio de Las Bayas - Normales : 1953-1995 - Extremos : 1953-1995 | Parámetros climáticos promedio de Las Bayas - Normales : 1953-1995 - Extremos : 1953-1995 | Parámetros climáticos promedio de Las Bayas - Normales : 1953-1995 - Extremos : 1953-1995 | Parámetros climáticos promedio de Las Bayas - Normales : 1953-1995 - Extremos : 1953-1995 | Parámetros climáticos promedio de Las Bayas - Normales : 1953-1995 - Extremos : 1953-1995 | Parámetros climáticos promedio de Las Bayas - Normales : 1953-1995 - Extremos : 1953-1995 | Parámetros climáticos promedio de Las Bayas - Normales : 1953-1995 - Extremos : 1953-1995 | Parámetros climáticos promedio de Las Bayas - Normales : 1953-1995 - Extremos : 1953-1995 | Parámetros climáticos promedio de Las Bayas - Normales : 1953-1995 - Extremos : 1953-1995 | Parámetros climáticos promedio de Las Bayas - Normales : 1953-1995 - Extremos : 1953-1995 | Parámetros climáticos promedio de Las Bayas - Normales : 1953-1995 - Extremos : 1953-1995 | Parámetros climáticos promedio de Las Bayas - Normales : 1953-1995 - Extremos : 1953-1995 | Parámetros climáticos promedio de Las Bayas - Normales : 1953-1995 - Extremos : 1953-1995 |
| Mes                                                                                               | Ene.                                                                                      | Feb.                                                                                      | Mar.                                                                                      | Abr.                                                                                      | May.                                                                                      | Jun.                                                                                      | Jul.                                                                                      | Ago.                                                                                      | Sep.                                                                                      | Oct.                                                                                      | Nov.                                                                                      | Dic.                                                                                      | Anual                                                                                     |
| ------------------------------------------------------------------------------------------------- | ----------------------------------------------------------------------------------------- | ----------------------------------------------------------------------------------------- | ----------------------------------------------------------------------------------------- | ----------------------------------------------------------------------------------------- | ----------------------------------------------------------------------------------------- | ----------------------------------------------------------------------------------------- | ----------------------------------------------------------------------------------------- | ----------------------------------------------------------------------------------------- | ----------------------------------------------------------------------------------------- | ----------------------------------------------------------------------------------------- | ----------------------------------------------------------------------------------------- | ----------------------------------------------------------------------------------------- | ----------------------------------------------------------------------------------------- |
| Temp. máx. abs. (°C)                                                                              | 37.0                                                                                      | 38.0                                                                                      | 34.0                                                                                      | 26.0                                                                                      | 22.0                                                                                      | 15.0                                                                                      | 20.0                                                                                      | 20.0                                                                                      | 23.5                                                                                      | 30.0                                                                                      | 31.0                                                                                      | 34.0                                                                                      | 38.0                                                                                      |
| Temp. máx. media (°C)                                                                             | 23.2                                                                                      | 22.4                                                                                      | 19.9                                                                                      | 14.8                                                                                      | 10.1                                                                                      | 5.8                                                                                       | 5.6                                                                                       | 7.6                                                                                       | 10.4                                                                                      | 15.1                                                                                      | 18.8                                                                                      | 21.7                                                                                      | 14.6                                                                                      |
| Temp. media (°C)                                                                                  | 13.5                                                                                      | 12.4                                                                                      | 10.1                                                                                      | 6.2                                                                                       | 3.7                                                                                       | 1.6                                                                                       | 0.3                                                                                       | 1.9                                                                                       | 4.3                                                                                       | 6.4                                                                                       | 9.8                                                                                       | 11.4                                                                                      | 6.8                                                                                       |
| Temp. mín. media (°C)                                                                             | 4.0                                                                                       | 2.5                                                                                       | 1.2                                                                                       | -1.6                                                                                      | -2.4                                                                                      | -3.2                                                                                      | -4.8                                                                                      | -3.4                                                                                      | -2.4                                                                                      | -1.6                                                                                      | 1.4                                                                                       | 2.6                                                                                       | 0.6                                                                                       |
| Temp. mín. abs. (°C)                                                                              | -10.0                                                                                     | -14.0                                                                                     | -11.0                                                                                     | -13.1                                                                                     | -19.5                                                                                     | -30.0                                                                                     | -25.0                                                                                     | -29.0                                                                                     | -18.0                                                                                     | -14.0                                                                                     | -10.0                                                                                     | -15.0                                                                                     | -30.0                                                                                     |
| Fuente: *INTA: Estación Meteorológica de Las Bayas - Datos Período 1953-1995</ promedio 1953-1995 |                                                                                           |                                                                                           |                                                                                           |                                                                                           |                                                                                           |                                                                                           |                                                                                           |                                                                                           |                                                                                           |                                                                                           |                                                                                           |                                                                                           |                                                                                           |